# Rhaestus rufipes
Rhaestus rufipes là một loài tò vò trong họ Ichneumonidae.